# Сулоага, Педро
Педро Сулоага Мануэко  (1876—1948) — испанский писатель и публицист, врач-акушер-гинеколог. Основатель журнала «La Clínica Castellana» и «Испанский журнал акушерства и гинекологии».

## Биография
Родился в Вальядолиде в 1876 году. Его отец, профессор акушерства и гинекологии на факультете Вальядолида, скончался очень молодым, когда Педро было всего 10 лет. Он изучал медицину в Вальядолиде, где познакомился с будущими выдающимися коллегами, такими как доктора Дуррути, Куадрадо и Сарасибар.
Педро решил продолжить дело своего отца и поступил в Институт Рубио в Мадриде на факльтет специализации в области акушерства, однако вскоре вернулся в родной город, где на протяжении многих лет ухаживал за роженицами Вальядолида.
Вместе с другими видными местными специалистами он основал журнал «La Clínica Castellana» в 1910 году, став первым секретарем редакции. Несколько лет спустя, совместно с Рекасенсом и другими, он учредил «Испанский журнал акушерства и гинекологии», который изначально издавался в Вальядолиде, а затем был перенесен в Мадрид.
В 1913 году он поступил в Академию медицины и хирургии Вальядолида, где изучал курс «Гипофизарное лечение», а затем стал бессменным секретарем этого учреждения. Он также занимал пост президента Коллегии врачей и несколько лет был депутатом провинции. Его публикации были многочисленны и разнообразны: от «Задержания матки после аборта» до «Туберкулез и беременность» и «Новые данные по применению питуитрина в акушерстве».
Кроме того, он стал первым президентом футбольной команды «Реал Вальядолид» в 1928 году.
Педро скончался в Вальядолиде в 1943 году. К тому времени его сын Томас, следуя традициям отца и деда, уже стал врачом, специализирующимся на акушерстве и гинекологии.